# Миколаївський собор (Харків)
Миколаївський собор — православний храм, побудований 1896 року за проєктом харківського єпархіального архітектора Володимира Нємкіна на місці старої Миколаївської церкви.
Знаходився навпроти нинішнього магазину «Ведмедик» на протилежному боці Миколаївської площі (нині майдан Конституції).
Знесений 1930 року, за офіційною версією, у зв'язку з прокладанням трамвайної лінії, що повертає з площі на вулицю Пушкінську (перед тим трамваї ходили з Московського проспекту через крутий підйом провулка Короленка).

## Галерея

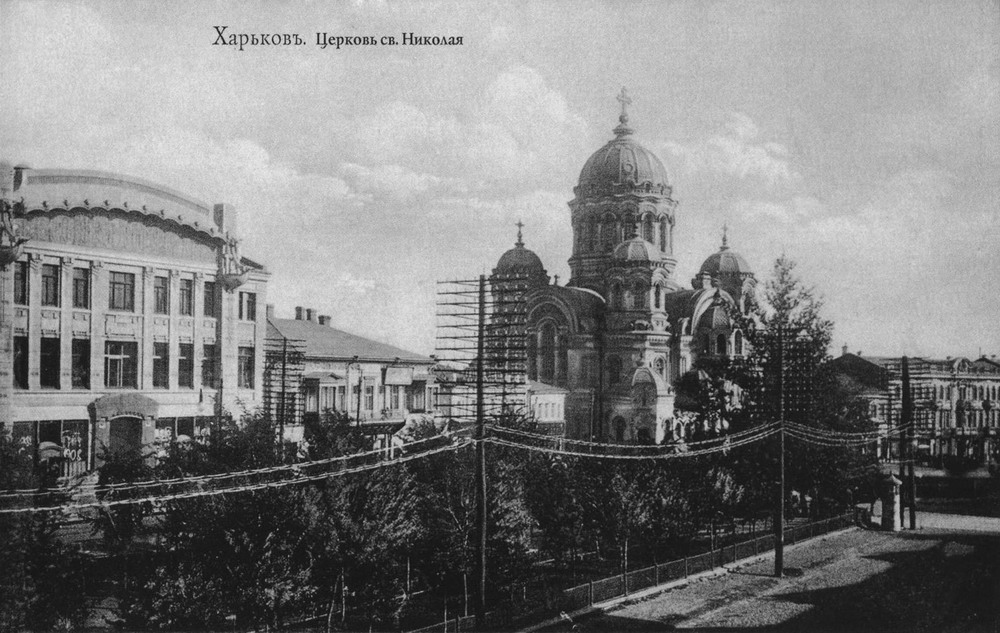
1911
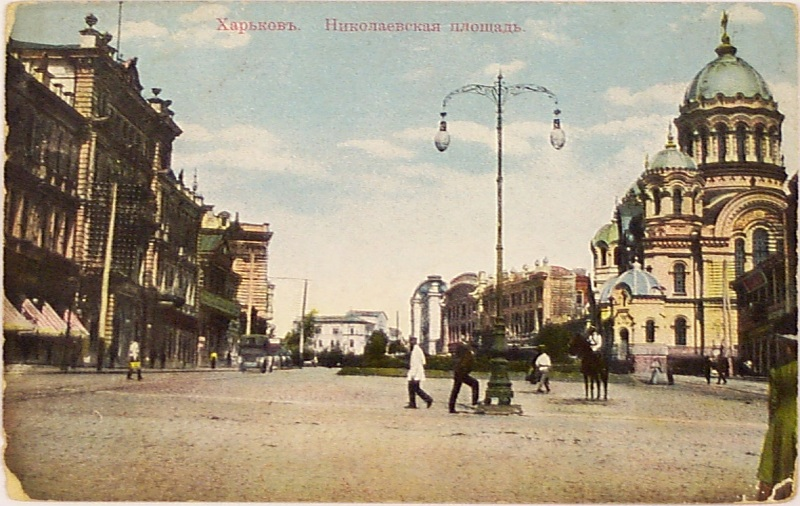
Світлина 1910-х
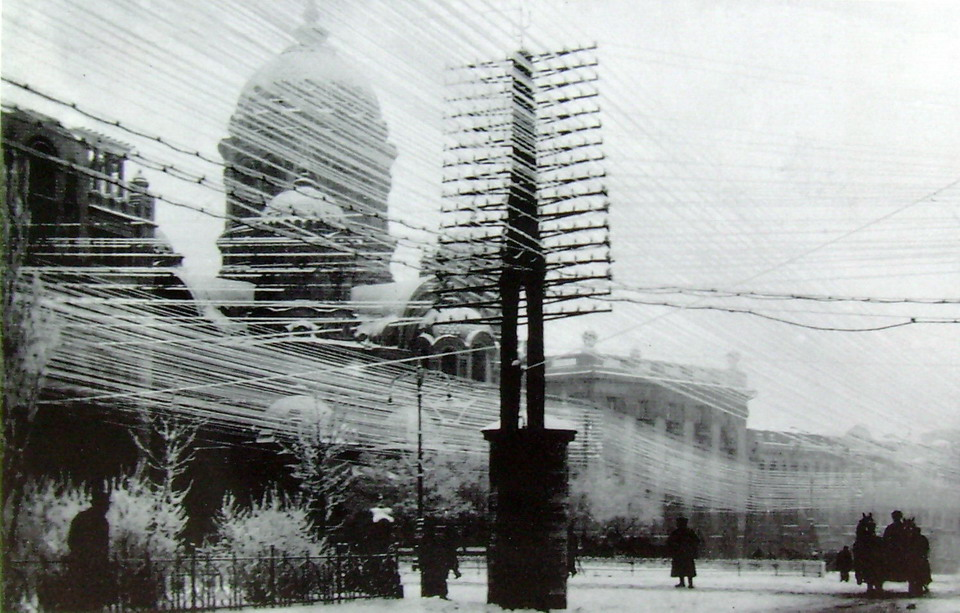
Взимку
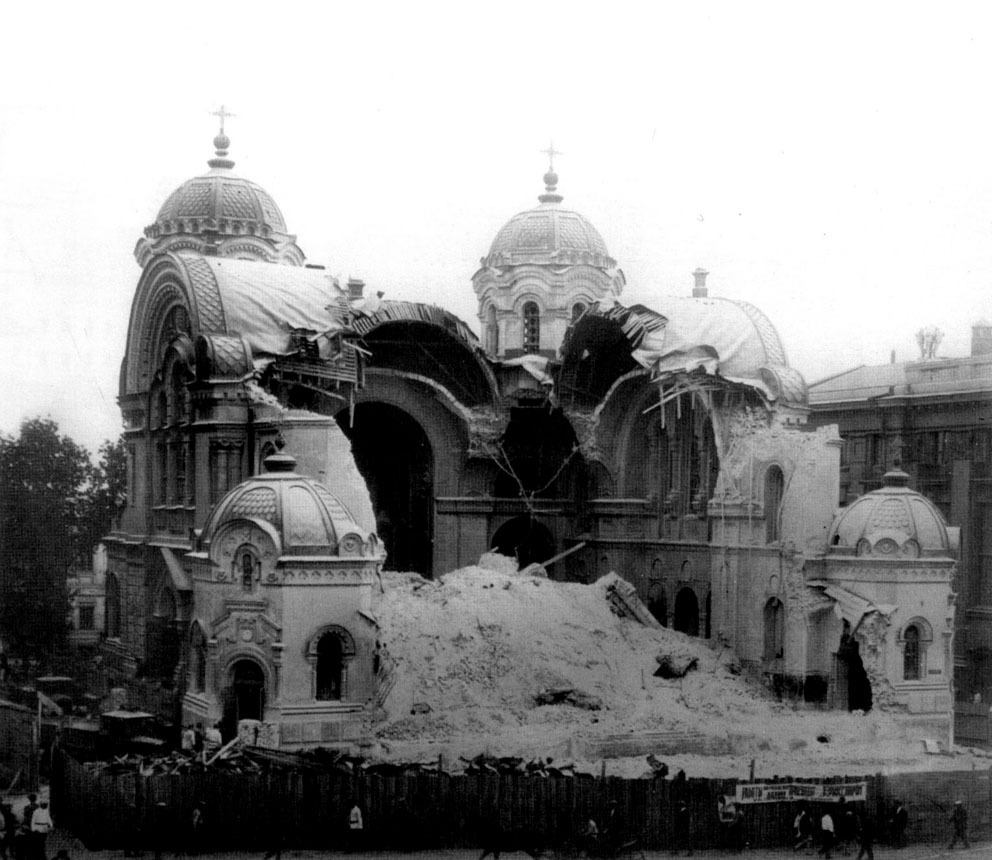
Руйнування собору більшовиками в 1930